# Labrinth/Diskografie
Diese Diskografie ist eine Übersicht über die musikalischen Werke des britischen Sängers Labrinth. Den Schallplattenauszeichnungen zufolge hat er bisher mehr als 33,5 Millionen Tonträger verkauft, davon alleine in seiner Heimat über 11,3 Millionen. Seine erfolgreichste Veröffentlichung ist die Single Jealous mit über 4,6 Millionen verkauften Einheiten.

## Alben

### Studioalben
| Jahr | Titel Musiklabel                                 | Höchstplatzierung, Gesamtwochen, AuszeichnungChartplatzierungen (Jahr, Titel, Musiklabel, Platzierungen, Wochen, Auszeichnungen, Anmerkungen) | Höchstplatzierung, Gesamtwochen, AuszeichnungChartplatzierungen (Jahr, Titel, Musiklabel, Platzierungen, Wochen, Auszeichnungen, Anmerkungen) | Höchstplatzierung, Gesamtwochen, AuszeichnungChartplatzierungen (Jahr, Titel, Musiklabel, Platzierungen, Wochen, Auszeichnungen, Anmerkungen) | Höchstplatzierung, Gesamtwochen, AuszeichnungChartplatzierungen (Jahr, Titel, Musiklabel, Platzierungen, Wochen, Auszeichnungen, Anmerkungen) | Höchstplatzierung, Gesamtwochen, AuszeichnungChartplatzierungen (Jahr, Titel, Musiklabel, Platzierungen, Wochen, Auszeichnungen, Anmerkungen) | Anmerkungen                                                |
| Jahr | Titel Musiklabel                                 | DE | AT | CH | UK | US | Anmerkungen                                                |
| ---- | ------------------------------------------------ | --- | --- | --- | --- | --- | ---------------------------------------------------------- |
| 2012 | Electronic Earth Simco Limited (SME)             | — | — | — | UK2 Platin · (43 Wo.)UK | — | Erstveröffentlichung: 2. April 2012 Verkäufe: + 307.500    |
| 2019 | Imagination & the Misfit Kid Simco Limited (SME) | — | — | — | — | US151 (3 Wo.)US | Erstveröffentlichung: 22. November 2019 Verkäufe: + 30.000 |
| 2023 | Ends & Begins Columbia Records (SME)             | — | — | CH52 (1 Wo.)CH | — | US144 (1 Wo.)US | Erstveröffentlichung: 28. April 2023                       |

### Gemeinschaftsalben
| Jahr | Titel Musiklabel                                          | Höchstplatzierung, Gesamtwochen, AuszeichnungChartplatzierungen (Jahr, Titel, Musiklabel, Platzierungen, Wochen, Auszeichnungen, Anmerkungen) | Höchstplatzierung, Gesamtwochen, AuszeichnungChartplatzierungen (Jahr, Titel, Musiklabel, Platzierungen, Wochen, Auszeichnungen, Anmerkungen) | Höchstplatzierung, Gesamtwochen, AuszeichnungChartplatzierungen (Jahr, Titel, Musiklabel, Platzierungen, Wochen, Auszeichnungen, Anmerkungen) | Höchstplatzierung, Gesamtwochen, AuszeichnungChartplatzierungen (Jahr, Titel, Musiklabel, Platzierungen, Wochen, Auszeichnungen, Anmerkungen) | Höchstplatzierung, Gesamtwochen, AuszeichnungChartplatzierungen (Jahr, Titel, Musiklabel, Platzierungen, Wochen, Auszeichnungen, Anmerkungen) | Anmerkungen                                                                       |
| Jahr | Titel Musiklabel                                          | DE | AT | CH | UK | US | Anmerkungen                                                                       |
| ---- | --------------------------------------------------------- | --- | --- | --- | --- | --- | --------------------------------------------------------------------------------- |
| 2019 | Labrinth, Sia & Diplo Present… LSD Columbia Records (SME) | DE49 (2 Wo.)DE | AT29 (3 Wo.)AT | CH24 (4 Wo.)CH | UK44 (1 Wo.)UK | US70 (1 Wo.)US | Erstveröffentlichung: 12. April 2019 Verkäufe: + 152.500; mit Sia & Diplo als LSD |

### Soundtracks
| Jahr | Titel Musiklabel                                                          | Höchstplatzierung, Gesamtwochen, AuszeichnungChartplatzierungen (Jahr, Titel, Musiklabel, Platzierungen, Wochen, Auszeichnungen, Anmerkungen) | Höchstplatzierung, Gesamtwochen, AuszeichnungChartplatzierungen (Jahr, Titel, Musiklabel, Platzierungen, Wochen, Auszeichnungen, Anmerkungen) | Höchstplatzierung, Gesamtwochen, AuszeichnungChartplatzierungen (Jahr, Titel, Musiklabel, Platzierungen, Wochen, Auszeichnungen, Anmerkungen) | Höchstplatzierung, Gesamtwochen, AuszeichnungChartplatzierungen (Jahr, Titel, Musiklabel, Platzierungen, Wochen, Auszeichnungen, Anmerkungen) | Höchstplatzierung, Gesamtwochen, AuszeichnungChartplatzierungen (Jahr, Titel, Musiklabel, Platzierungen, Wochen, Auszeichnungen, Anmerkungen) | Anmerkungen                                               |
| Jahr | Titel Musiklabel                                                          | DE | AT | CH | UK | US | Anmerkungen                                               |
| ---- | ------------------------------------------------------------------------- | --- | --- | --- | --- | --- | --------------------------------------------------------- |
| 2019 | Euphoria (Original Score from the HBO Series) HBO (SME)                   | DE53 Gold (Classical) · (7 Wo.)DE | AT22 (6 Wo.)AT | CH57 (6 Wo.)CH | UK68 Silber · (4 Wo.)UK | US79 Gold · (12 Wo.)US | Erstveröffentlichung: 4. Oktober 2019 Verkäufe: + 735.000 |
| 2022 | Euphoria Season 2 Official Score (From the HBO Original Series) HBO (SME) | DE73 (1 Wo.)DE | — | — | — | US162 (1 Wo.)US | Erstveröffentlichung: 22. April 2022                      |

### EPs
| Jahr | Titel                        | Anmerkungen                              |
| ---- | ---------------------------- | ---------------------------------------- |
| 2012 | iTunes Festival: London 2012 | Erstveröffentlichung: 14. September 2012 |
| 2013 | Atomic                       | Erstveröffentlichung: 1. Februar 2013    |

## Singles

### Als Leadmusiker
| Jahr | Titel Album                                                            | Höchstplatzierung, Gesamtwochen, AuszeichnungChartplatzierungen (Jahr, Titel, Album, Platzierungen, Wochen, Auszeichnungen, Anmerkungen) | Höchstplatzierung, Gesamtwochen, AuszeichnungChartplatzierungen (Jahr, Titel, Album, Platzierungen, Wochen, Auszeichnungen, Anmerkungen) | Höchstplatzierung, Gesamtwochen, AuszeichnungChartplatzierungen (Jahr, Titel, Album, Platzierungen, Wochen, Auszeichnungen, Anmerkungen) | Höchstplatzierung, Gesamtwochen, AuszeichnungChartplatzierungen (Jahr, Titel, Album, Platzierungen, Wochen, Auszeichnungen, Anmerkungen) | Höchstplatzierung, Gesamtwochen, AuszeichnungChartplatzierungen (Jahr, Titel, Album, Platzierungen, Wochen, Auszeichnungen, Anmerkungen) | Anmerkungen                                                                            |
| Jahr | Titel Album                                                            | DE | AT | CH | UK | US | Anmerkungen                                                                            |
| --- | ---------------------------------------------------------------------- | --- | --- | --- | --- | --- | -------------------------------------------------------------------------------------- |
| 2010 | Let the Sun Shine Electronic Earth                                     | — | — | — | UK3 Platin · (16 Wo.)UK | — | Erstveröffentlichung: 24. September 2010 Verkäufe: + 600.000                           |
| 2011 | Earthquake Electronic Earth                                            | — | — | — | UK2 ×2Doppelplatin · (51 Wo.)UK | — | Erstveröffentlichung: 23. Oktober 2011 Verkäufe: + 1.530.000; feat. Tinie Tempah       |
| 2012 | Last Time Electronic Earth                                             | — | — | — | UK4 Silber · (8 Wo.)UK | — | Erstveröffentlichung: 16. März 2012 Verkäufe: + 200.000                                |
| 2012 | Express Yourself Electronic Earth                                      | DE55 (9 Wo.)DE | — | — | UK12 Gold · (20 Wo.)UK | — | Erstveröffentlichung: 7. Mai 2012 Verkäufe: + 400.000                                  |
| 2012 | Treatment Electronic Earth                                             | — | — | — | UK55 (4 Wo.)UK | — | Erstveröffentlichung: 9. September 2012                                                |
| 2012 | Beneath Your Beautiful Electronic Earth                                | DE25 Gold · (23 Wo.)DE | AT10 Gold · (34 Wo.)AT | CH17 Platin · (28 Wo.)CH | UK1 ×3Dreifachplatin · (31 Wo.)UK | US34 Platin · (14 Wo.)US | Erstveröffentlichung: 18. November 2012 Verkäufe: + 3.495.000; feat. Emeli Sandé       |
| 2014 | Let It Be –                                                            | — | — | — | UK11 (6 Wo.)UK | — | Erstveröffentlichung: 29. September 2014                                               |
| 2014 | Jealous –                                                              | — | — | — | UK7 ×2Doppelplatin · (18 Wo.)UK | US— ×3DreifachplatinUS | Erstveröffentlichung: 24. November 2014 Verkäufe: + 4.680.000                          |
| 2017 | Misbehaving –                                                          | — | — | — | — | — | Erstveröffentlichung: 15. September 2017                                               |
| 2018 | Same Team –                                                            | — | — | — | — | — | Erstveröffentlichung: 29. Juni 2018 feat. Stefflon Don                                 |
| 2019 | Don’t Fence Me In Imagination & the Misfit Kid                         | — | — | — | — | — | Erstveröffentlichung: 15. Januar 2019                                                  |
| 2019 | Miracle Imagination & the Misfit Kid                                   | — | — | — | — | — | Erstveröffentlichung: 9. Juni 2019                                                     |
| 2019 | Mount Everest Imagination & the Misfit Kid                             | DE— aDE | AT62 (3 Wo.)AT | CH75 (5 Wo.)CH | UK58 Gold · (7 Wo.)UK | US— ×2DoppelplatinUS | Erstveröffentlichung: 21. Juni 2019 Verkäufe: + 2.785.000                              |
| 2019 | All for Us Imagination & the Misfit Kid                                | — | — | — | UK52 Gold · (9 Wo.)UK | US— GoldUS | Erstveröffentlichung: 30. Juni 2019 Verkäufe: + 1.250.000; feat. Zendaya               |
| 2019 | Something’s Got to Give Imagination & the Misfit Kid                   | — | — | — | — | — | Erstveröffentlichung: 20. September 2019                                               |
| 2019 | Still Don’t Know My Name Euphoria (Original Score from the HBO Series) | DE— bDE | — | CH83 (5 Wo.)CH | UK52 Gold · (8 Wo.)UK | US— PlatinUS | Erstveröffentlichung: 4. Oktober 2019 Verkäufe: + 1.900.000                            |
| 2022 | I’m Tired Euphoria Season 2 (An HBO Original Series Soundtrack)        | — | — | CH64 (1 Wo.)CH | UK47 (3 Wo.)UK | US53 Gold · (4 Wo.)US | Erstveröffentlichung: 28. Februar 2022 Verkäufe: + 540.000; feat. Zendaya              |
| 2023 | Never Felt So Alone Ends & Begins                                      | DE— cDE | AT45 (1 Wo.)AT | CH65 (1 Wo.)CH | UK33 Silber · (7 Wo.)UK | US62 Platin · (5 Wo.)US | Erstveröffentlichung: 7. April 2023 Verkäufe: + 1.260.000; Gastsängerin: Billie Eilish |
| Folgende Lieder erschienen nicht als Single, wurden aber durch das Album zum Download und Streaming bereitgestellt und konnten somit eine Platzierung erlangen: |                                                                        | | | | | |                                                                                        |
| |                                                                        | | | | | |                                                                                        |
| 2022 | When I R.I.P. Euphoria (Original Score from the HBO Series)            | DE— dDE | — | CH75 (3 Wo.)CH | — | US— GoldUS | Charteinstieg: 11. Februar 2022 Verkäufe: + 570.000                                    |
| 2022 | Formula Euphoria (Original Score from the HBO Series)                  | DE— eDE | — | CH95 (2 Wo.)CH | UK81 Gold · (3 Wo.)UK | US— PlatinUS | Charteinstieg: 11. Februar 2022 Verkäufe: + 1.840.000                                  |
| 2022 | Forever Euphoria (Original Score from the HBO Series)                  | DE— fDE | — | CH97 (1 Wo.)CH | UK— SilberUK | US— PlatinUS | Charteinstieg: 25. Februar 2022 Verkäufe: + 1.385.000                                  |

### MitLSD
| Jahr | Titel Album                                       | Höchstplatzierung, Gesamtwochen, AuszeichnungChartplatzierungen (Jahr, Titel, Album, Platzierungen, Wochen, Auszeichnungen, Anmerkungen) | Höchstplatzierung, Gesamtwochen, AuszeichnungChartplatzierungen (Jahr, Titel, Album, Platzierungen, Wochen, Auszeichnungen, Anmerkungen) | Höchstplatzierung, Gesamtwochen, AuszeichnungChartplatzierungen (Jahr, Titel, Album, Platzierungen, Wochen, Auszeichnungen, Anmerkungen) | Höchstplatzierung, Gesamtwochen, AuszeichnungChartplatzierungen (Jahr, Titel, Album, Platzierungen, Wochen, Auszeichnungen, Anmerkungen) | Höchstplatzierung, Gesamtwochen, AuszeichnungChartplatzierungen (Jahr, Titel, Album, Platzierungen, Wochen, Auszeichnungen, Anmerkungen) | Anmerkungen                                                                 |
| Jahr | Titel Album                                       | DE | AT | CH | UK | US | Anmerkungen                                                                 |
| ---- | ------------------------------------------------- | --- | --- | --- | --- | --- | --------------------------------------------------------------------------- |
| 2018 | Genius Labrinth, Sia & Diplo Present… LSD         | DE79 (1 Wo.)DE | AT66 Gold · (3 Wo.)AT | CH84 (1 Wo.)CH | UK72 Silber · (2 Wo.)UK | US— PlatinUS | Erstveröffentlichung: 3. Mai 2018 Verkäufe: + 1.590.000; mit Sia & Diplo    |
| 2018 | Audio Labrinth, Sia & Diplo Present… LSD          | — | — | CH75 (10 Wo.)CH | — | US— GoldUS | Erstveröffentlichung: 10. Mai 2018 Verkäufe: + 905.000; mit Sia & Diplo     |
| 2018 | Thunderclouds Labrinth, Sia & Diplo Present… LSD  | DE56 Gold · (13 Wo.)DE | AT35 Platin · (18 Wo.)AT | CH38 Gold · (21 Wo.)CH | UK17 Gold · (11 Wo.)UK | US67 Gold · (5 Wo.)US | Erstveröffentlichung: 9. August 2018 Verkäufe: + 1.938.333; mit Sia & Diplo |
| 2018 | Mountains Labrinth, Sia & Diplo Present… LSD      | — | — | — | — | — | Erstveröffentlichung: 2. November 2018 mit Sia & Diplo                      |
| 2019 | No New Friends Labrinth, Sia & Diplo Present… LSD | — | — | — | — | — | Erstveröffentlichung: 15. März 2019 Verkäufe: + 50.000; mit Sia & Diplo     |

### Als Gastmusiker
| Jahr | Titel Album                       | Höchstplatzierung, Gesamtwochen, AuszeichnungChartplatzierungen (Jahr, Titel, Album, Platzierungen, Wochen, Auszeichnungen, Anmerkungen) | Höchstplatzierung, Gesamtwochen, AuszeichnungChartplatzierungen (Jahr, Titel, Album, Platzierungen, Wochen, Auszeichnungen, Anmerkungen) | Höchstplatzierung, Gesamtwochen, AuszeichnungChartplatzierungen (Jahr, Titel, Album, Platzierungen, Wochen, Auszeichnungen, Anmerkungen) | Höchstplatzierung, Gesamtwochen, AuszeichnungChartplatzierungen (Jahr, Titel, Album, Platzierungen, Wochen, Auszeichnungen, Anmerkungen) | Höchstplatzierung, Gesamtwochen, AuszeichnungChartplatzierungen (Jahr, Titel, Album, Platzierungen, Wochen, Auszeichnungen, Anmerkungen) | Anmerkungen |
| Jahr | Titel Album                       | DE | AT | CH | UK | US | Anmerkungen |
| --- | --------------------------------- | --- | --- | --- | --- | --- | --- |
| 2010 | Pass Out Disc-Overy               | — | — | — | UK1 ×3Dreifachplatin · (65 Wo.)UK | — | Erstveröffentlichung: 26. Februar 2010 Verkäufe: + 1.835.000; Tinie Tempah feat. Labrinth                              |
| 2010 | Frisky Disc-Overy                 | — | — | — | UK2 Platin · (24 Wo.)UK | — | Erstveröffentlichung: 4. Juni 2010 Verkäufe: + 600.000; Tinie Tempah feat. Labrinth                                    |
| 2011 | Let It Go Bud, Sweat and Beers    | — | — | — | UK59 (8 Wo.)UK | — | Erstveröffentlichung: 2. Januar 2011 Devlin feat. Labrinth                                                             |
| 2011 | We Bring the Stars Out –          | — | — | — | UK40 (2 Wo.)UK | — | Erstveröffentlichung: 15. Februar 2011 Tinie Tempah feat. Eric Turner & Labrinth                                       |
| 2011 | Teardrop –                        | — | — | — | UK24 (2 Wo.)UK | — | Erstveröffentlichung: 13. November 2011 als Teil von The Collective                                                    |
| 2012 | Playing with Fire Ill Manors      | — | — | — | UK78 (1 Wo.)UK | — | Erstveröffentlichung: 3. Dezember 2012 Plan B feat. Labrinth                                                           |
| 2014 | Lover Not a Fighter Demonstration | — | — | — | UK16 (10 Wo.)UK | — | Erstveröffentlichung: 2. Februar 2014 Tinie Tempah feat. Labrinth                                                      |
| 2015 | Higher Life                       | — | — | — | UK12 Silber · (7 Wo.)UK | — | Erstveröffentlichung: 22. März 2015 Verkäufe: + 200.000; Sigma feat. Labrinth                                          |
| 2016 | Fragile Cloud Nine                | DE87 (1 Wo.)DE | AT69 (1 Wo.)AT | CH50 (2 Wo.)CH | — | — | Erstveröffentlichung: 18. März 2016 Kygo & Labrinth                                                                    |
| 2016 | Make Me (Cry) –                   | — | — | — | UK88 Silber · (3 Wo.)UK | US46 ×2Doppelplatin · (15 Wo.)US | Erstveröffentlichung: 15. November 2016 Verkäufe: + 2.455.000; Noah Cyrus feat. Labrinth                               |
| 2017 | To Be Human Wonder Woman (O.S.T.) | — | — | — | — | — | Erstveröffentlichung: 25. Mai 2017 Sia feat. Labrinth                                                                  |
| 2017 | Bridge over Troubled Water –      | — | AT32 (3 Wo.)AT | CH28 (2 Wo.)CH | UK1 Gold · (5 Wo.)UK | — | Erstveröffentlichung: 21. Juni 2017 als Teil von Artists for Grenfell; Verkäufe: + 400.000 Original: Simon & Garfunkel |
| 2021 | Titans Music is the Weapon        | DE— gDE | — | CH82 (1 Wo.)CH | — | — | Erstveröffentlichung: 25. März 2021 Verkäufe: + 100.000; Major Lazer feat. Sia & Labrinth                              |
| Folgende Lieder erschienen nicht als Single, wurden aber durch das Album zum Download und Streaming bereitgestellt und konnten somit eine Platzierung erlangen: |                                   | | | | | | |
| |                                   | | | | | | |
| 2015 | Losers Beauty Behind the Madness  | — | — | — | UK91 (1 Wo.)UK | US85 (1 Wo.)US | Erstveröffentlichung: 28. August 2015 The Weeknd feat. Labrinth                                                        |
| 2018 | Majesty Queen                     | — | — | CH56 (1 Wo.)CH | UK41 (3 Wo.)UK | US58 (1 Wo.)US | Erstveröffentlichung: 10. August 2018 Verkäufe: + 55.000; Nicki Minaj feat. Eminem & Labrinth                          |

## Musikvideos
| Jahr | Titel | Regie                    |
| ---- | --- | ------------------------ |
| 2010 | Pass Out mit Tinie Tempah | Tim Brown                |
| 2010 | Frisky mit Tinie Tempah | Tim Brown                |
| 2010 | Let the Sun Shine | Rankin                   |
| 2010 | Let It Go mit Devlin |                          |
| 2011 | Earthquake mit Tinie Tempah | Aleks Kolic              |
| 2011 | Teardrop mit The Collective: Wretch 32, Ed Sheeran, Labrinth, Tulisa Contostavlos, Tinchy Stryder, Rizzle Kicks, Ms. Dynamite, Chipmunk, Mz Bratt, Dot Rotten | Ben Vertex, Ben Leinster |
| 2012 | Last Time | Colin Tilley             |
| 2012 | Express Yourself | Jonas & Francois         |
| 2012 | Treatment | David Mould              |
| 2012 | Beneath Your Beautiful mit Emeli Sandé | Sophie Muller            |
| 2012 | Playing with Fire mit Plan B | Paul Fraser              |
| 2014 | Lover Not a Fighter mit Tinie Tempah | Emil Nava                |
| 2014 | Let It Be | Us                       |
| 2014 | Jealous | Sophie Muller            |
| 2015 | Higher mit Sigma | De La Muerte             |
| 2016 | Make Me (Cry) mit Noah Cyrus | Sophie Muller            |

## Promoveröffentlichungen
| Jahr | Titel Album                                        | Anmerkungen                            |
| ---- | -------------------------------------------------- | -------------------------------------- |
| 2019 | Where the Wild Things Imagination & the Misfit Kid | Erstveröffentlichung: 31. Oktober 2019 |

## Statistik

### Chartauswertung
|                     | DE    | AT    | CH    | UK    | US    |
| ------------------- | ----- | ----- | ----- | ----- | ----- |
| Nummer-eins-Alben   | DE—DE | AT—AT | CH—CH | UK—UK | US—US |
| Top-10-Alben        | DE—DE | AT—AT | CH—CH | UK1UK | US—US |
| Alben in den Charts | DE3DE | AT2AT | CH3CH | UK3UK | US5US |

|                       | DE    | AT    | CH     | UK     | US    |
| --------------------- | ----- | ----- | ------ | ------ | ----- |
| Nummer-eins-Singles   | DE—DE | AT—AT | CH—CH  | UK3UK  | US—US |
| Top-10-Singles        | DE—DE | AT1AT | CH—CH  | UK8UK  | US—US |
| Singles in den Charts | DE5DE | AT7AT | CH15CH | UK27UK | US7US |

### Auszeichnungen für Musikverkäufe
| Land/RegionAuszeichnungen für Musikverkäufe (Land/Region, Auszeichnungen, Verkäufe, Quellen) | Silber     | Gold       | Platin       | Diamant     | Verkäufe   | Quellen              |
| -------------------------------------------------------------------------------------------- | ---------- | ---------- | ------------ | ----------- | ---------- | -------------------- |
| Australien (ARIA)                                                                            | —          | 6× Gold6   | 16× Platin16 | —           | 1.330.000  | aria.com.au          |
| Belgien (BRMA)                                                                               | —          | Gold1      | —            | —           | 15.000     | ultratop.be          |
| Brasilien (PMB)                                                                              | —          | 2× Gold2   | 2× Platin2   | Diamant1    | 280.000    | pro-musicabr.org.br  |
| Dänemark (IFPI)                                                                              | —          | 6× Gold6   | 4× Platin4   | —           | 470.000    | ifpi.dk              |
| Deutschland (BVMI)                                                                           | —          | 3× Gold3   | —            | —           | 380.000    | musikindustrie.de    |
| Frankreich (SNEP)                                                                            | —          | 6× Gold6   | 4× Platin4   | Diamant1    | 1.633.333  | snepmusique.com      |
| Griechenland (IFPI)                                                                          | —          | 3× Gold3   | Platin1      | —           | 50.000     | Einzelnachweise      |
| Italien (FIMI)                                                                               | —          | 4× Gold4   | Platin1      | —           | 225.000    | fimi.it              |
| Kanada (MC)                                                                                  | —          | 3× Gold3   | 3× Platin3   | —           | 360.000    | musiccanada.com      |
| Mexiko (AMPROFON)                                                                            | —          | 3× Gold3   | 3× Platin3   | —           | 270.000    | amprofon.com.mx      |
| Neuseeland (RMNZ)                                                                            | —          | 3× Gold3   | 11× Platin11 | —           | 315.000    | radioscope.co.nz NZ2 |
| Norwegen (IFPI)                                                                              | —          | Gold1      | 2× Platin2   | —           | 30.000     | ifpi.no              |
| Österreich (IFPI)                                                                            | —          | 2× Gold2   | Platin1      | —           | 60.000     | ifpi.at              |
| Polen (ZPAV)                                                                                 | —          | 6× Gold6   | 8× Platin8   | —           | 430.000    | olis.pl              |
| Portugal (AFP)                                                                               | —          | 2× Gold2   | —            | —           | 10.000     | Einzelnachweise      |
| Schweden (IFPI)                                                                              | —          | —          | 2× Platin2   | —           | 120.000    | sverigetopplistan.se |
| Schweiz (IFPI)                                                                               | —          | Gold1      | Platin1      | —           | 40.000     | hitparade.ch         |
| Singapur (RIAS)                                                                              | —          | Gold1      | —            | —           | 5.000      | rias.org.sg          |
| Spanien (Promusicae)                                                                         | —          | 7× Gold7   | —            | —           | 210.000    | elportaldemusica.es  |
| Vereinigte Staaten (RIAA)                                                                    | —          | 6× Gold6   | 13× Platin13 | —           | 16.000.000 | riaa.com             |
| Vereinigtes Königreich (BPI)                                                                 | 7× Silber7 | 7× Gold7   | 13× Platin13 | —           | 11.360.000 | bpi.co.uk            |
| Insgesamt                                                                                    | 7× Silber7 | 73× Gold73 | 85× Platin85 | 2× Diamant2 |            |                      |